# Château du Castellas (Saint-Bonnet-de-Salendrinque)
Pour les articles homonymes, voir Château du Castela.
Situé sur la commune de Saint-Bonnet-de-Salendrinque dans le Gard, Le Castellas est un château fort du Moyen Âge remanié au XVIIe siècle.

## Des origines à la fin du Moyen Âge
Le château du Castellas occupe, vraisemblablement, l'emplacement d'un ancien oppidum romain lié au commerce d'une carrière de gypse alors en exploitation.
À partir de 864 s'élevait une forteresse carolingienne que les gens du pays appelaient « Castellas ». Édifiée sur un piton rocheux, dans une boucle de la Salendrinque, elle permettait de surveiller les voies de communication entre Saint-Hippolyte-du-Fort et Anduze et d'assurer la défense des exploitations agricoles aux alentours.
Le château est alors constitué d'une tour carrée, à deux niveaux, constitués de planchers et accessibles par des échelles. Plus tard, ils ont été remplacés par une, puis deux salles voûtées. Ce donjon primitif est entouré d'une haute palissade étayée par un remblai de terre comme on peut en voir dans les reconstitutions des villages gallo-romains.
À partir de 1042 les textes attestent que les Gausfredi, seigneurs de Saint Bonnet, sont des vassaux de la maison d'Anduze.
L'église de Saint-Bonnet est fondée en 1142, et une bulle du Pape recense le Château et l'église de Saint-Bonnet parmi les possessions de l'évêque de Nîmes.
Le donjon du château est alors une tour carrée, à trois niveaux, comportant une salle voûtée en berceau. Ce donjon primitif est pris dans l'enceinte d'une muraille crénelée parcourue par un chemin de ronde constitué d'un plancher posé sur des poutres (amovibles) dont on peut voir l'emplacement dans les murs de la cour.
Au cours du XIIe siècle, l'histoire du château s'écrit dans la mouvance de la Maison d'Anduze. Bernard [VI] d'Anduze, fils de Bertrand d'Anduze, rend hommage à Aldebert/Aldebert d'Uzès, évêque de Nîmes, notamment pour ce château le 19 mars 1174-75. À la fin du XIIe siècle s'installe au Castellas, le Chevalier Pierre de Barre, compagnon de Guillaume de Nogaret. Sa descendance en aura la garde jusqu'à la mort de François de Taulignan, en 1544.
D'agrandissements en rénovations le château a pris sa forme en « L », fermé par des murailles que l'on lui connaît de nos jours. Dans le bâtiment construit à l'équerre du donjon, on peut voir diverses salles aux voûtes caractéristiques : voûtes en double berceau (quatre pans), voûtes en ogive. La salle des gardes a conservé son pavage d'origine, un four à pain complet qu'un aiguier sépare d'un four de cuisine, plus petit. Dans la pièce de la tour nord-ouest, on peut admirer une voûte circulaire. dont l'appareil est assuré par une minuscule clef de voûte.

## De la Renaissance à la Révolution
Peu avant sa mort, François de Taulignan vendit la juridiction et la seigneurie de Saint-Bonnet à Me Antoine de Bucelli. Jusqu'alors la seigneurie, apanage d'une longue lignée de noblesse d'épée, devient possession d'une riche noblesse de robe.
Jean de Bucelli hérite de son père, mais à sa mort, la seigneurie est vendue à Claude de Vignolles et à Jean Calvet. Le défaut de paiement de ce dernier conduit au partage de la seigneurie entre les familles De Bucelli et de Vignolles.
En 1596, Jacques De Vignolles épouse par contrat Isabeau des Urcières de Gaudette, qui, après avoir hérité de sa tante Jeanne, devient seule propriétaire de Saint-Bonnet. Elle entreprend des travaux d'embellissement qui lui donneront son aspect actuel.
- La tour nord est surélevée en 1617, la tour sud en 1620.
- De belles fenêtres à meneaux sont taillées dans les courtines du donjon.
- Une tourelle, aujourd'hui disparue, accolée à la tour sud, contenait, à chaque étage, des commodités.
- La porte de la cour d'honneur et l'escalier du donjon.

Ces travaux s'achèvent en 1621. En 1619 de nouveaux travaux débutent:
- Construction de la voûte du dernier étage du donjon.
- Une calade pave la cour d'honneur.

À partir de 1622, des soulèvements de protestants, provoquent la suspension des travaux. Il est probable qu'à sa mort tout n'ait pas été achevé. La seigneurie reste dans la famille De Vigolles, jusqu'à la Révolution. Les 4 et 5 avril 1792, une troupe de révolutionnaires brûle la tour nord qui est en partie ruinée.
En 1794 le château est vendu comme bien national. Il fut alors transformé en magnanerie, puis en bâtiment agricole. Abandonné et ruiné, dépecé, il sombre dans l'oubli.

## Situation actuelle
Racheté en 1973, il est, depuis, l'objet d'une minutieuse réhabilitation.
Le château fait l'objet d'une inscription au titre des monuments historiques depuis le 26 décembre 1980.

## Galerie de photographies

Le château, témoin de son passé.
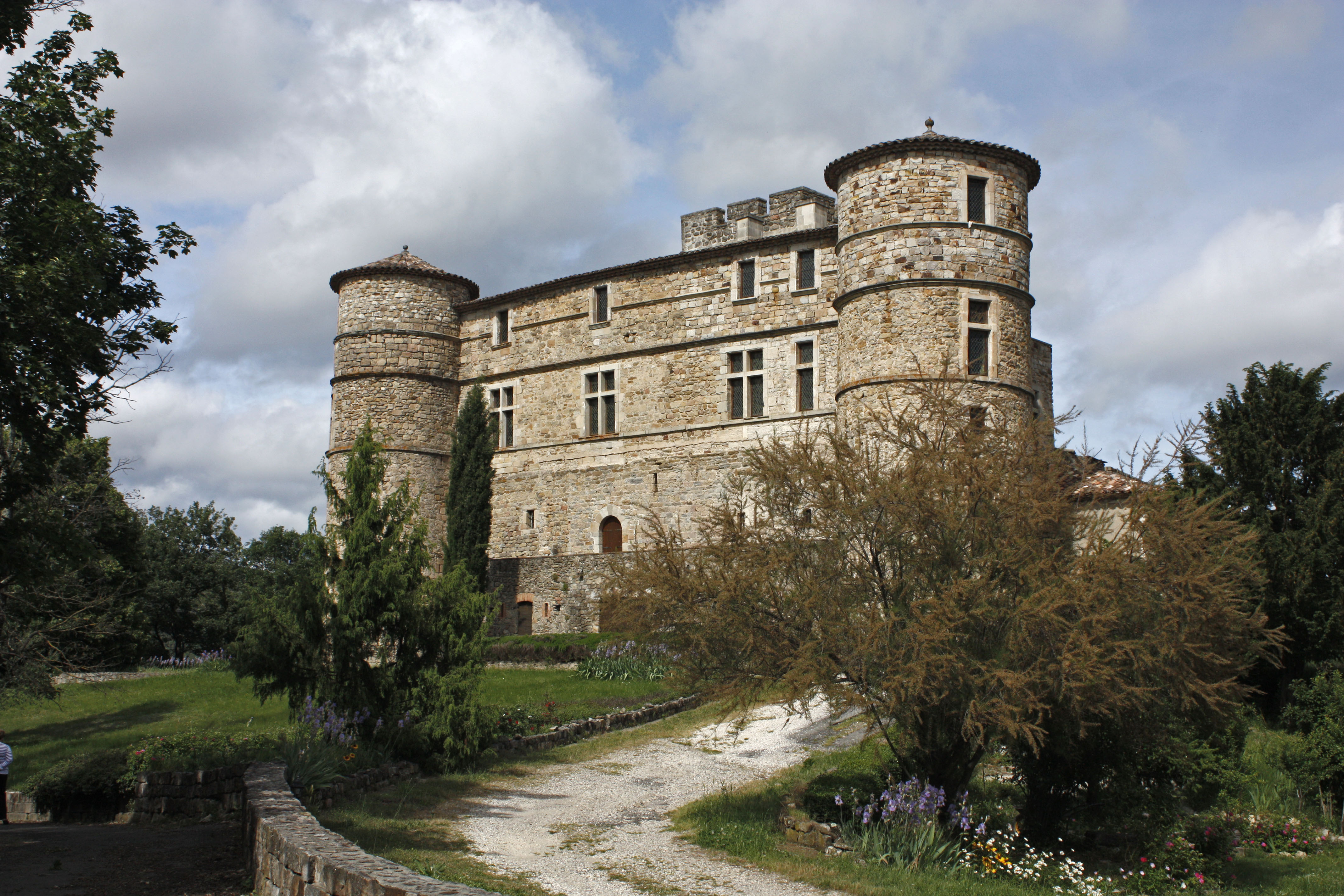
Façades Ouest.
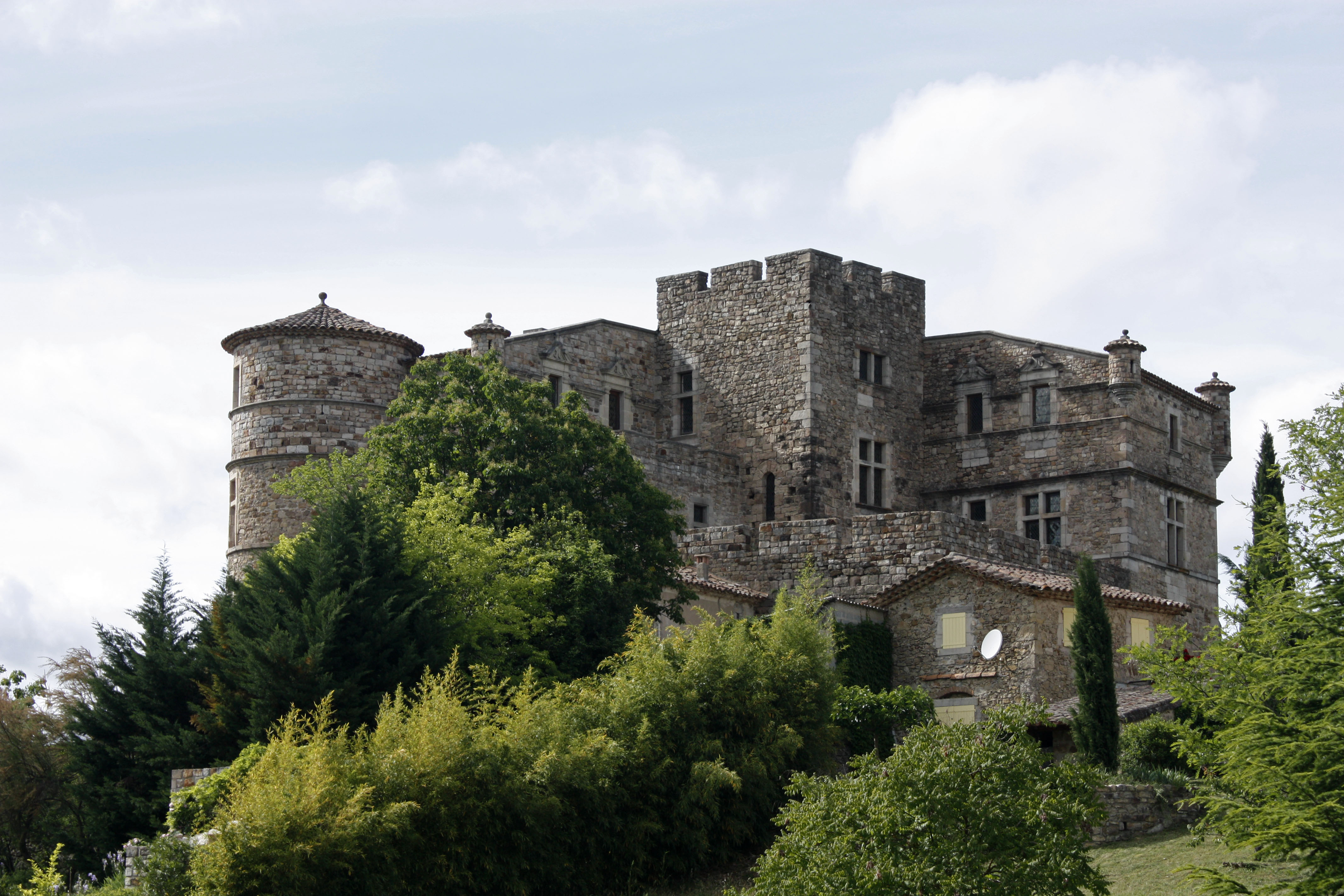
Façades Est.
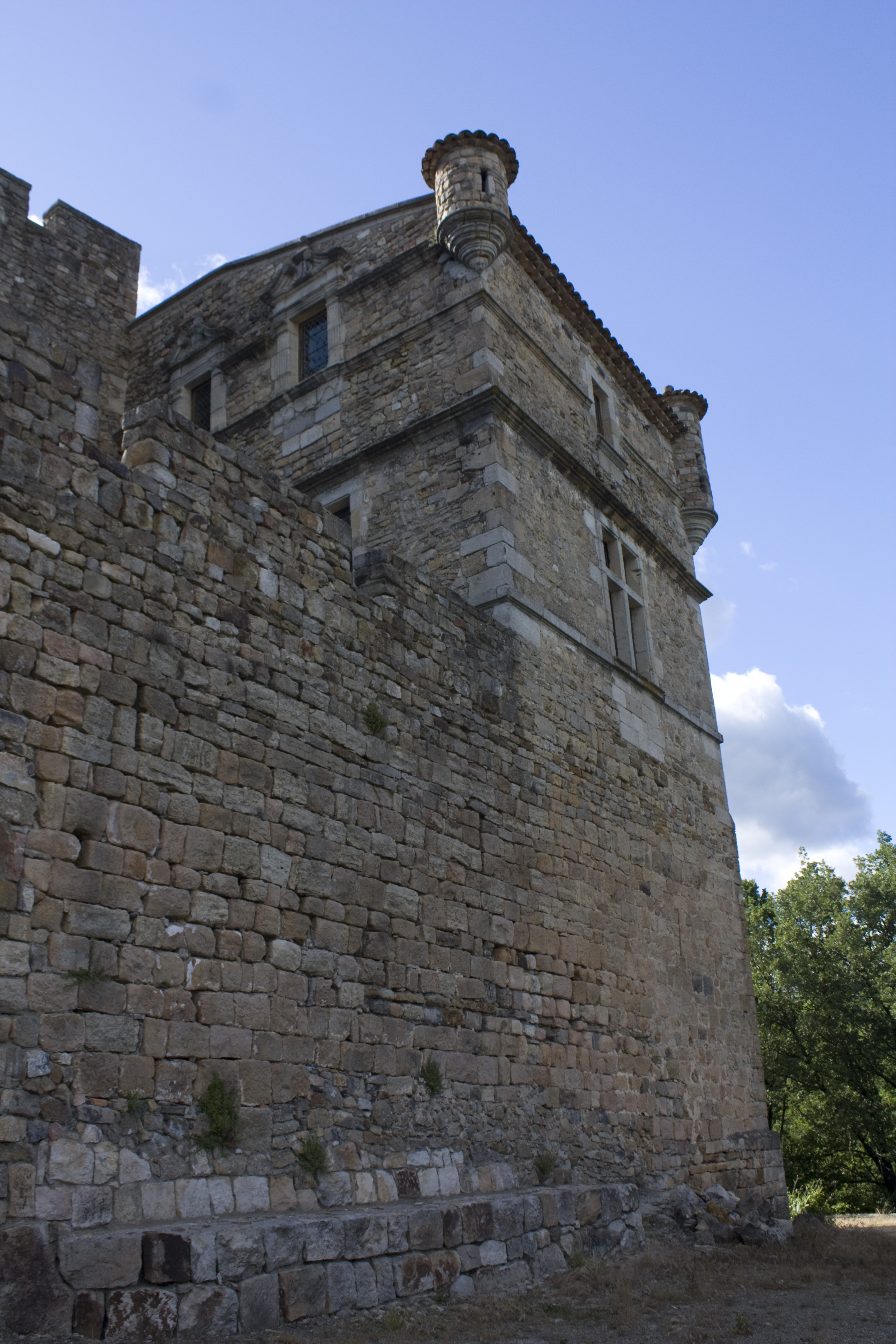
Façade est.
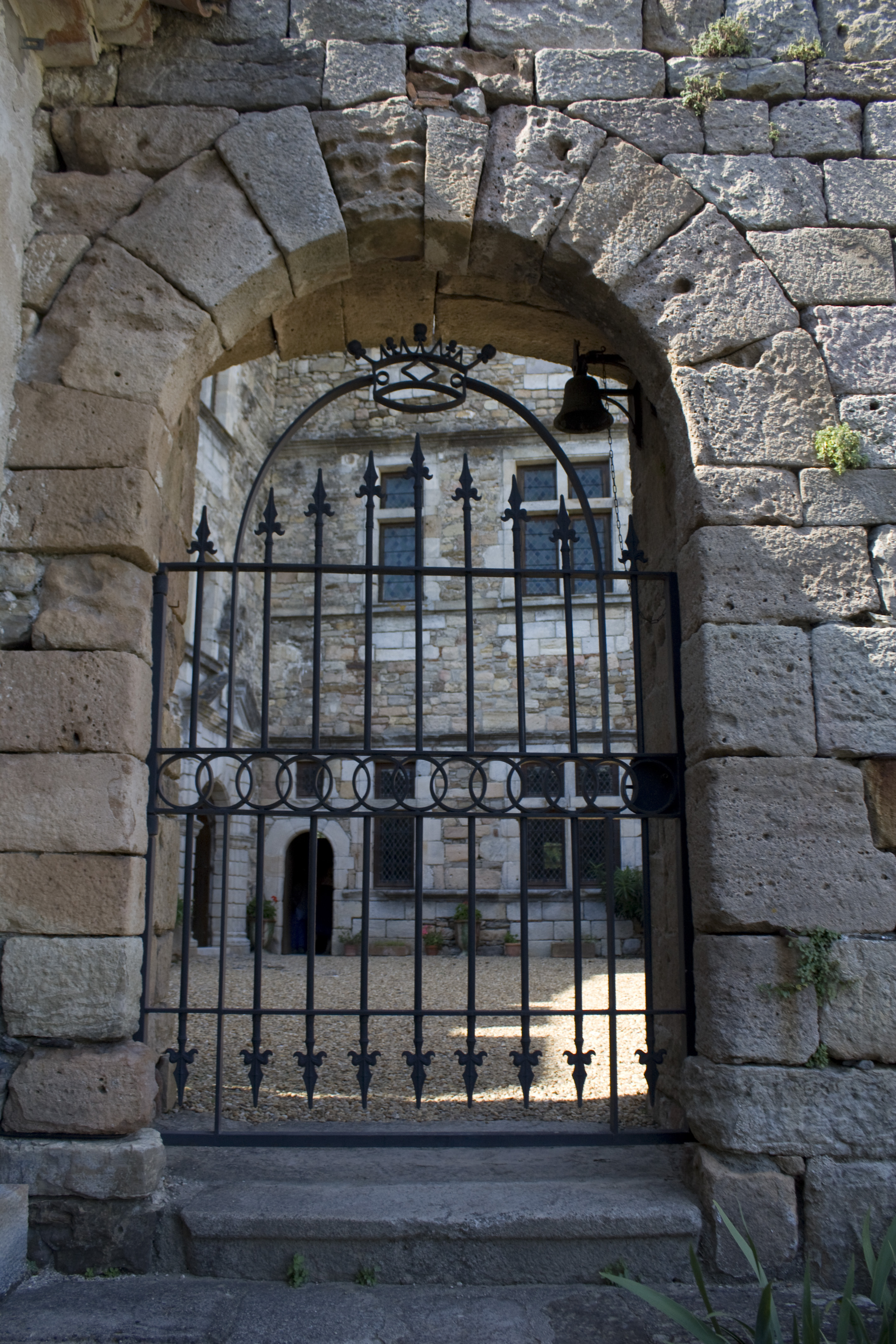
L'entrée.
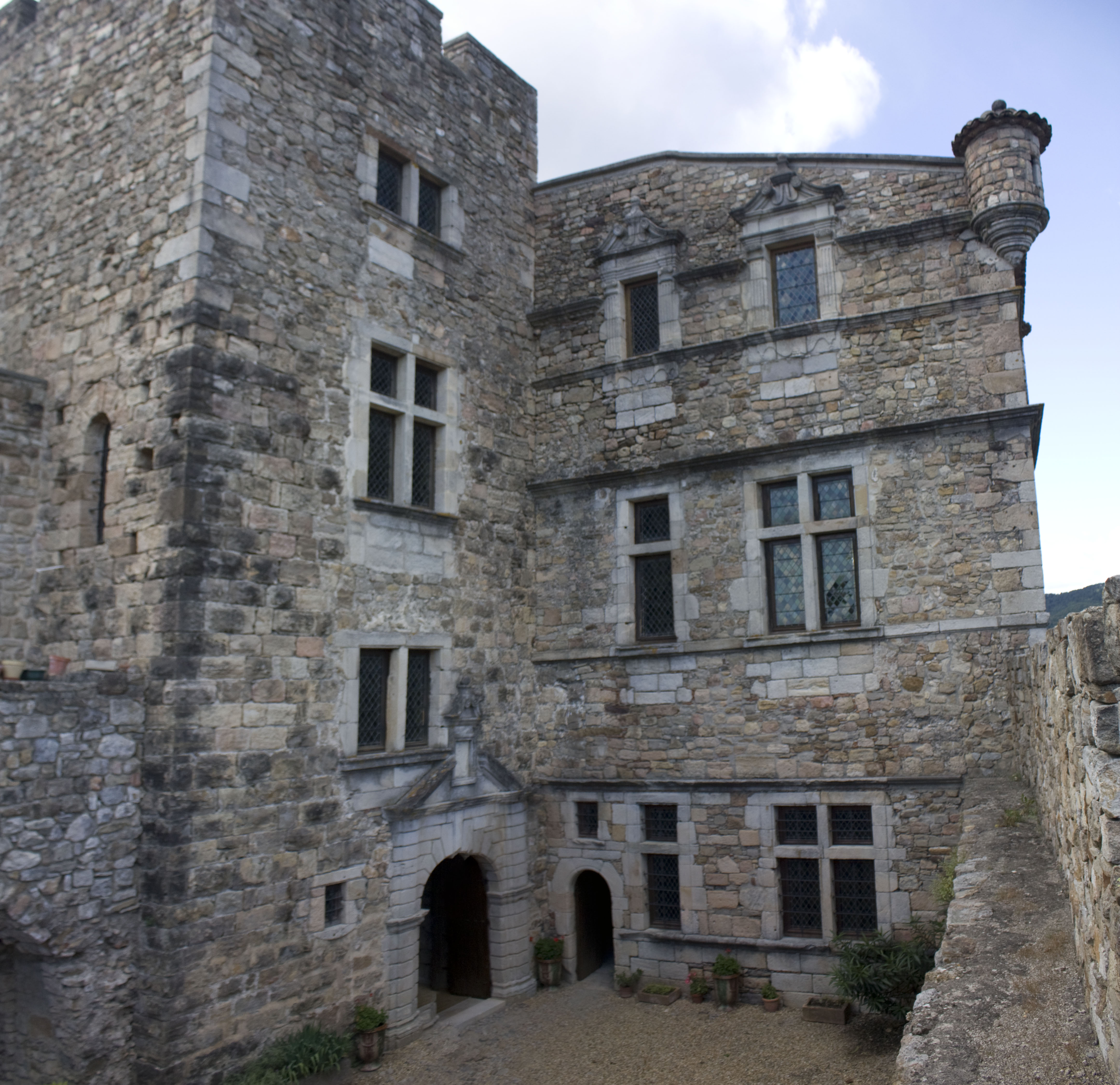
La cour d'honneur.
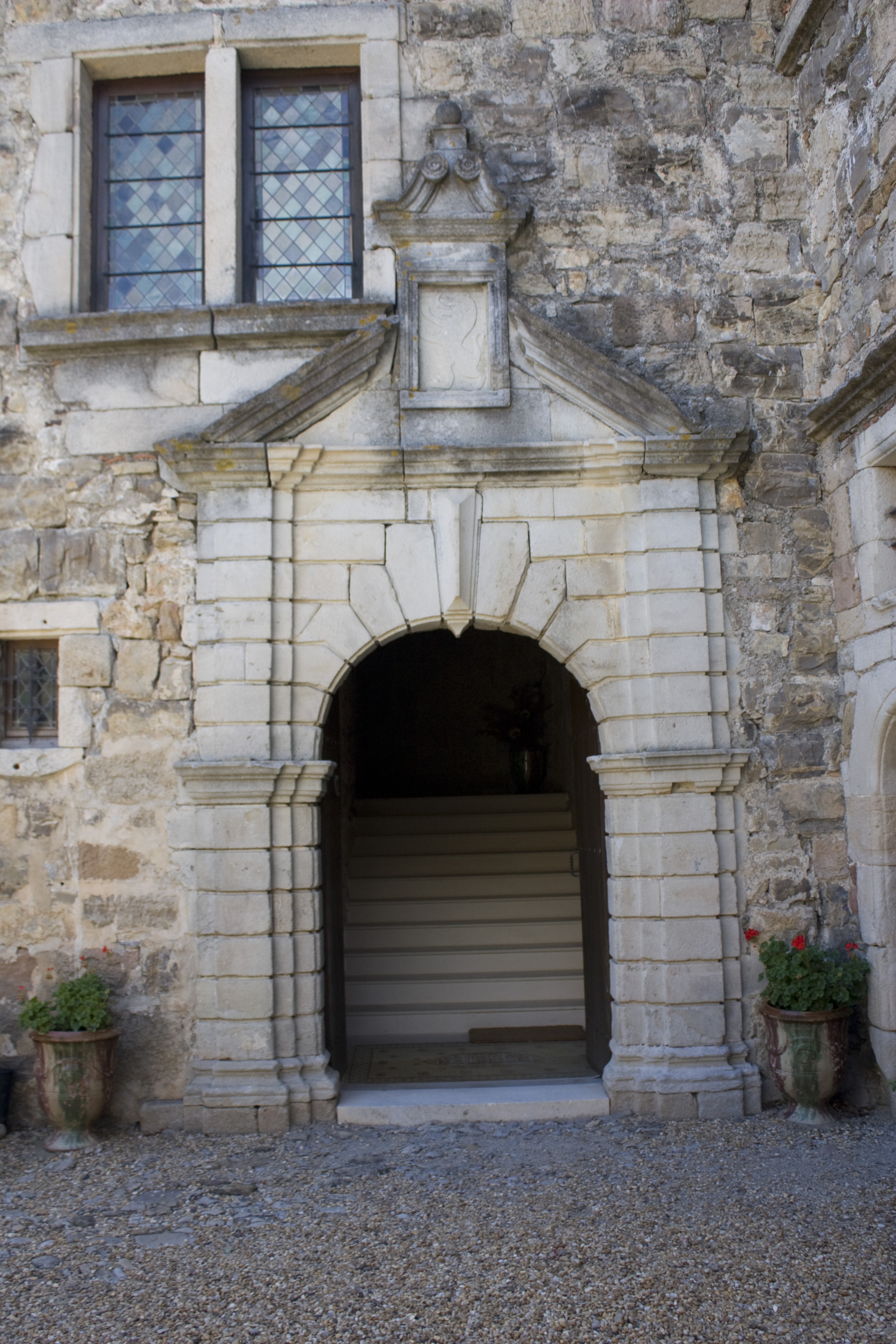
Porte du XVIIe siècle.
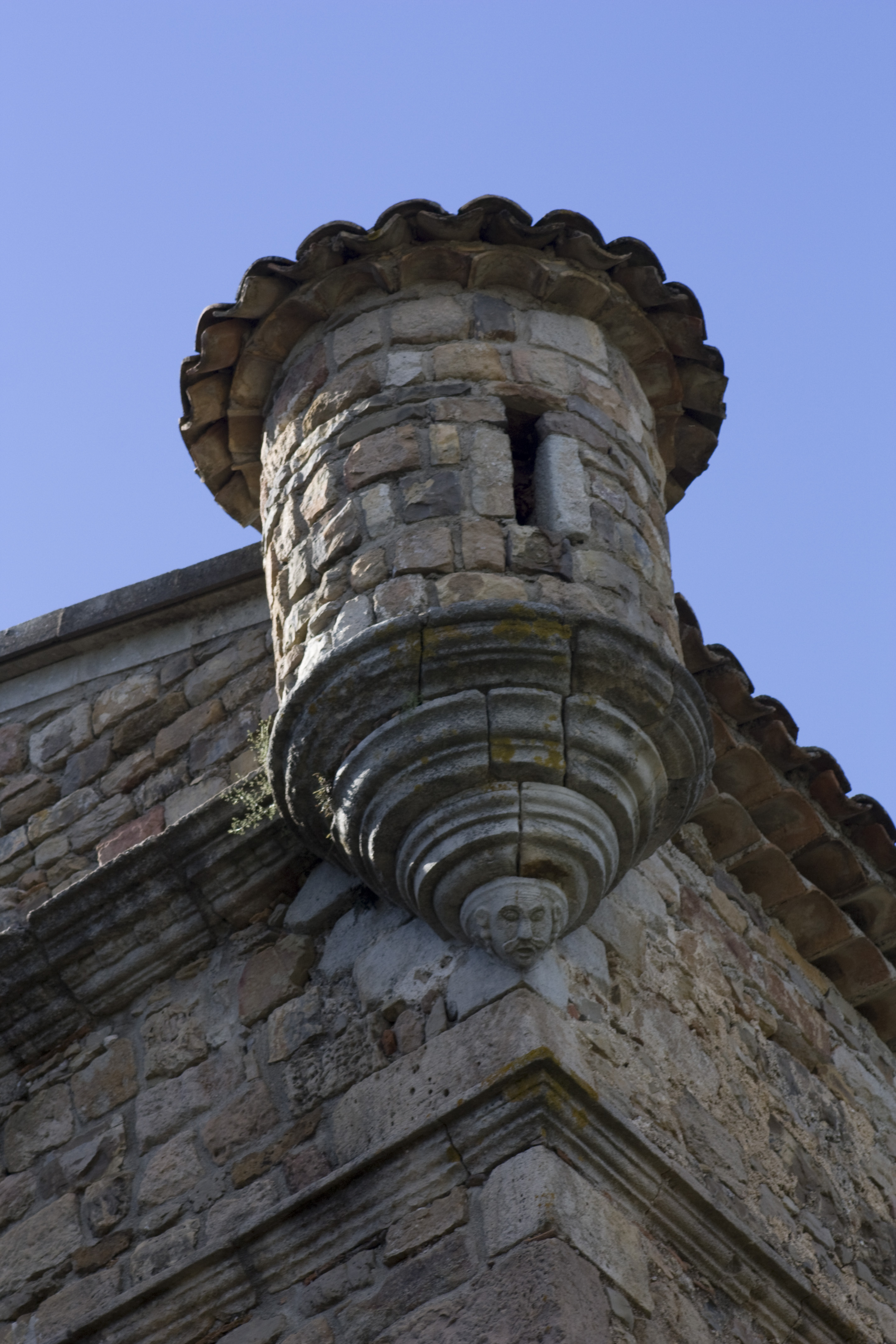
Échauguette à l'effigie de Jacques De Vignolles.
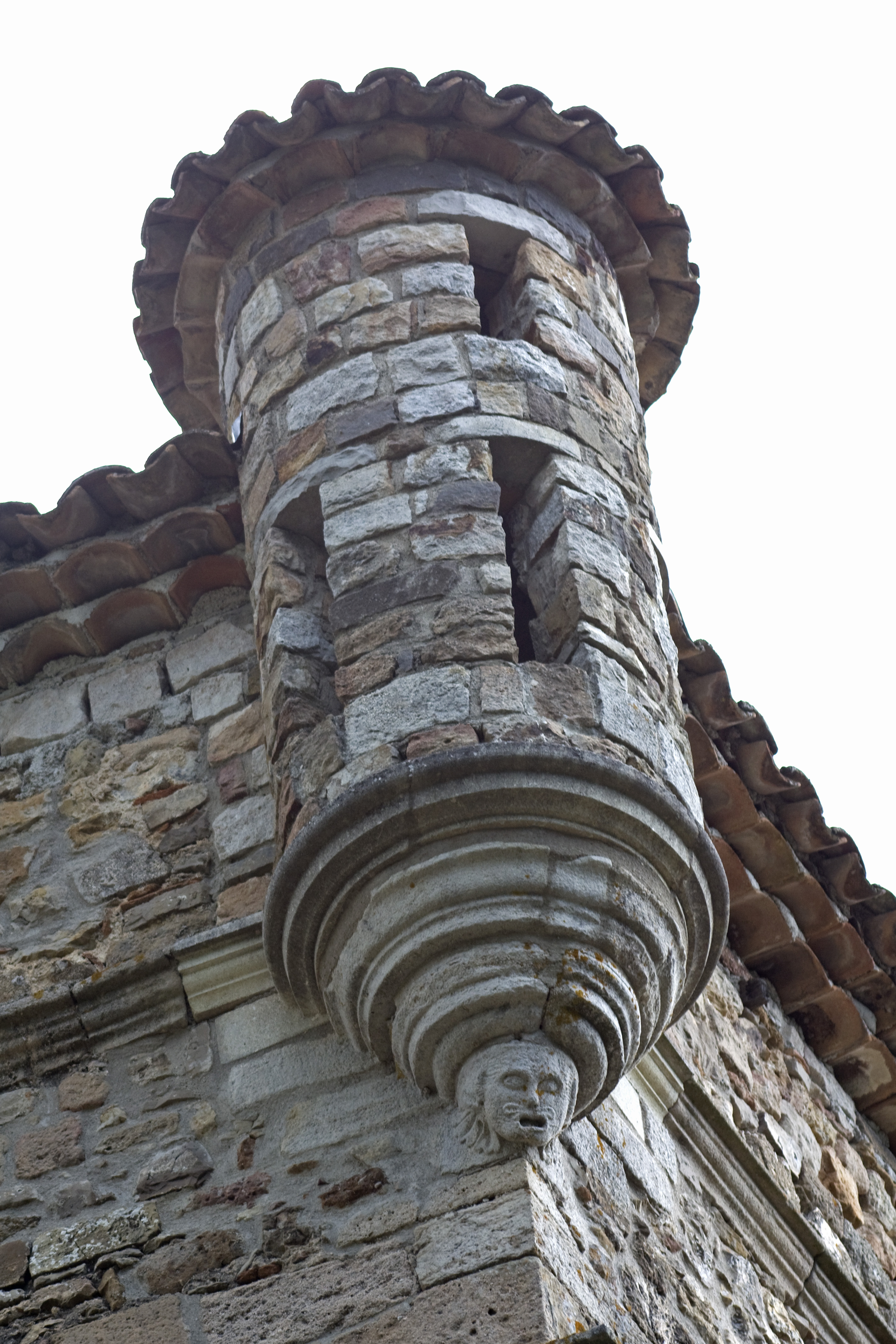
Échauguette à l'effigie d'Isabeau d'Urcières de Gaudette.
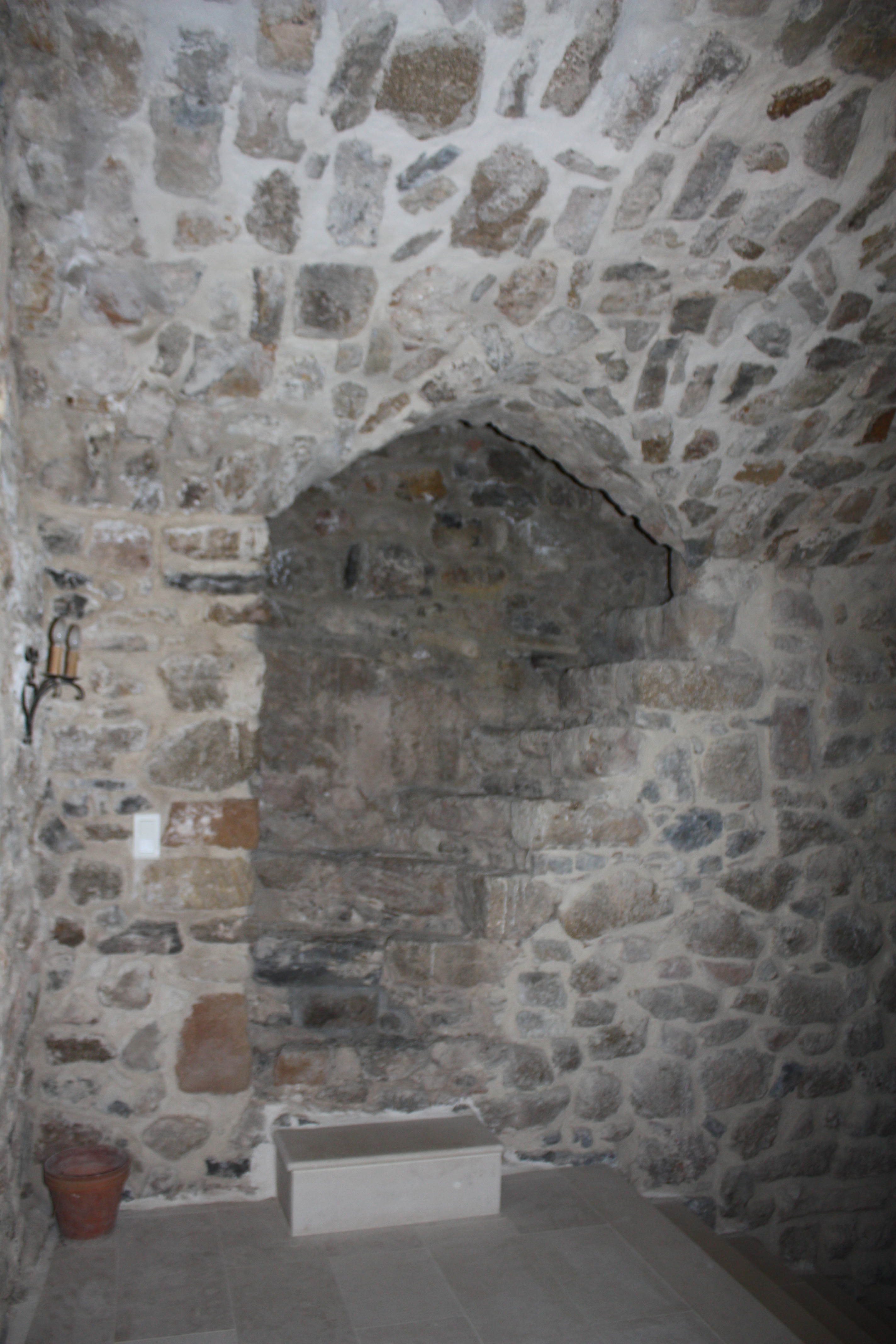
Escalier du donjon.
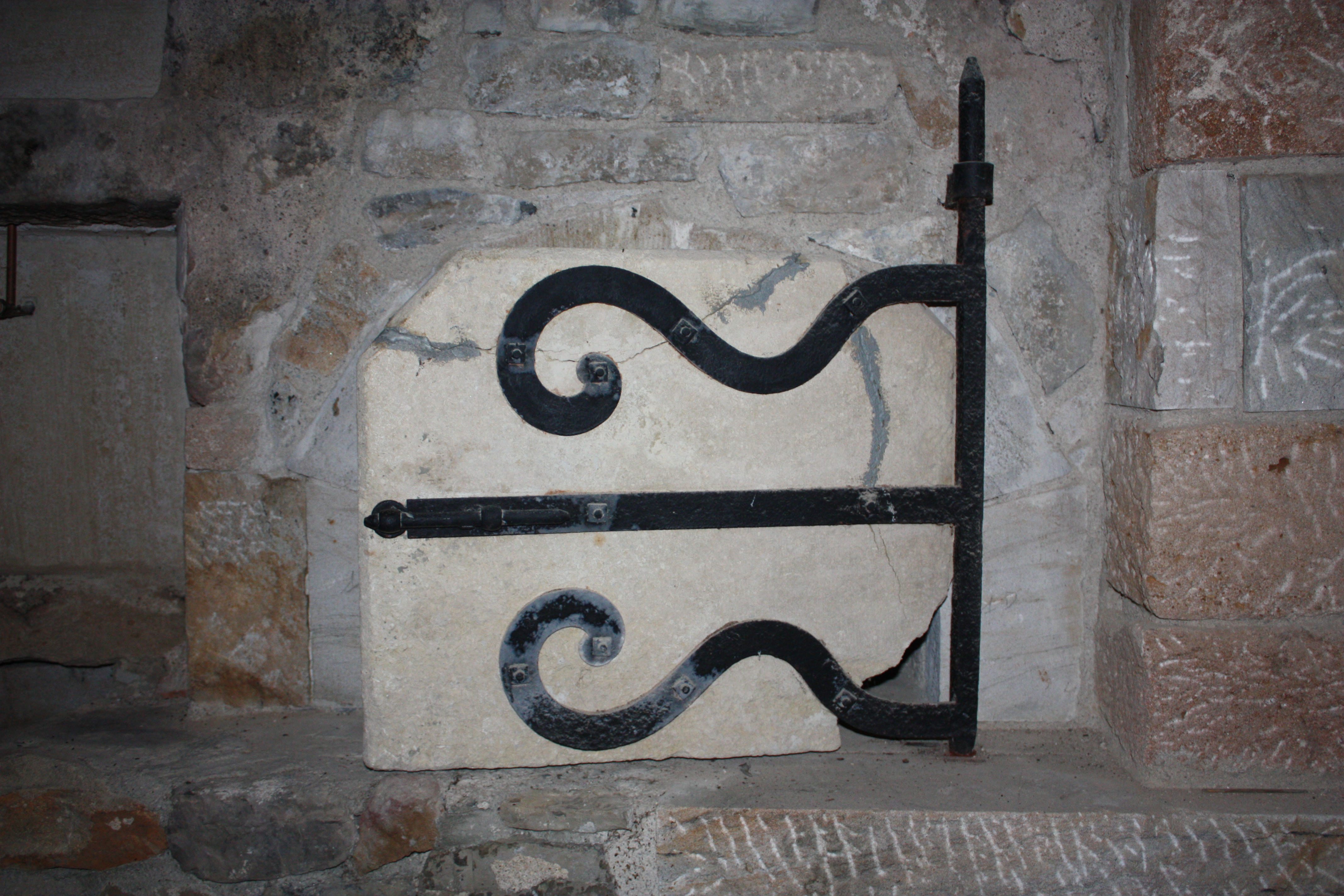
Le four à pain.
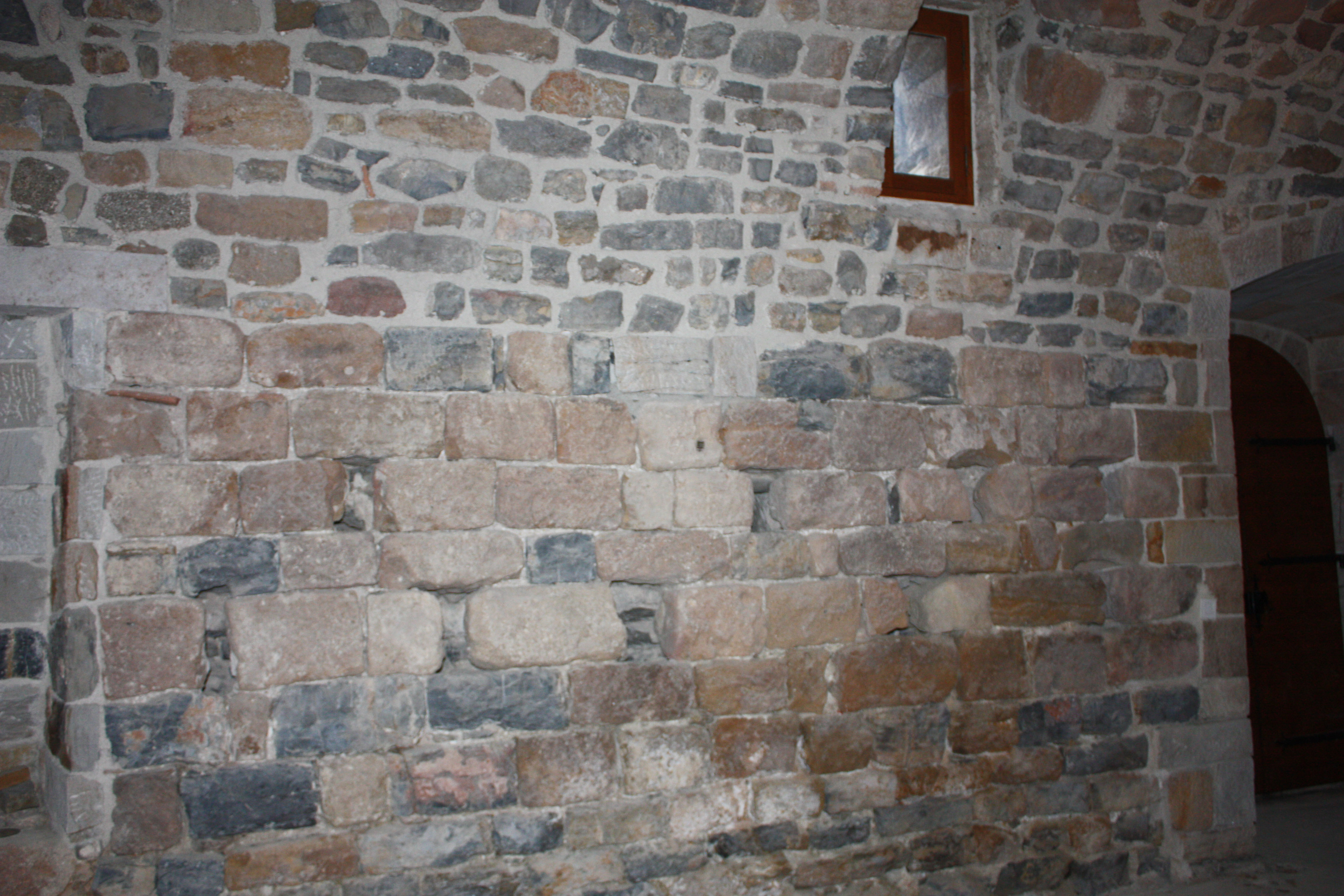
Murs du donjon XIe siècle.
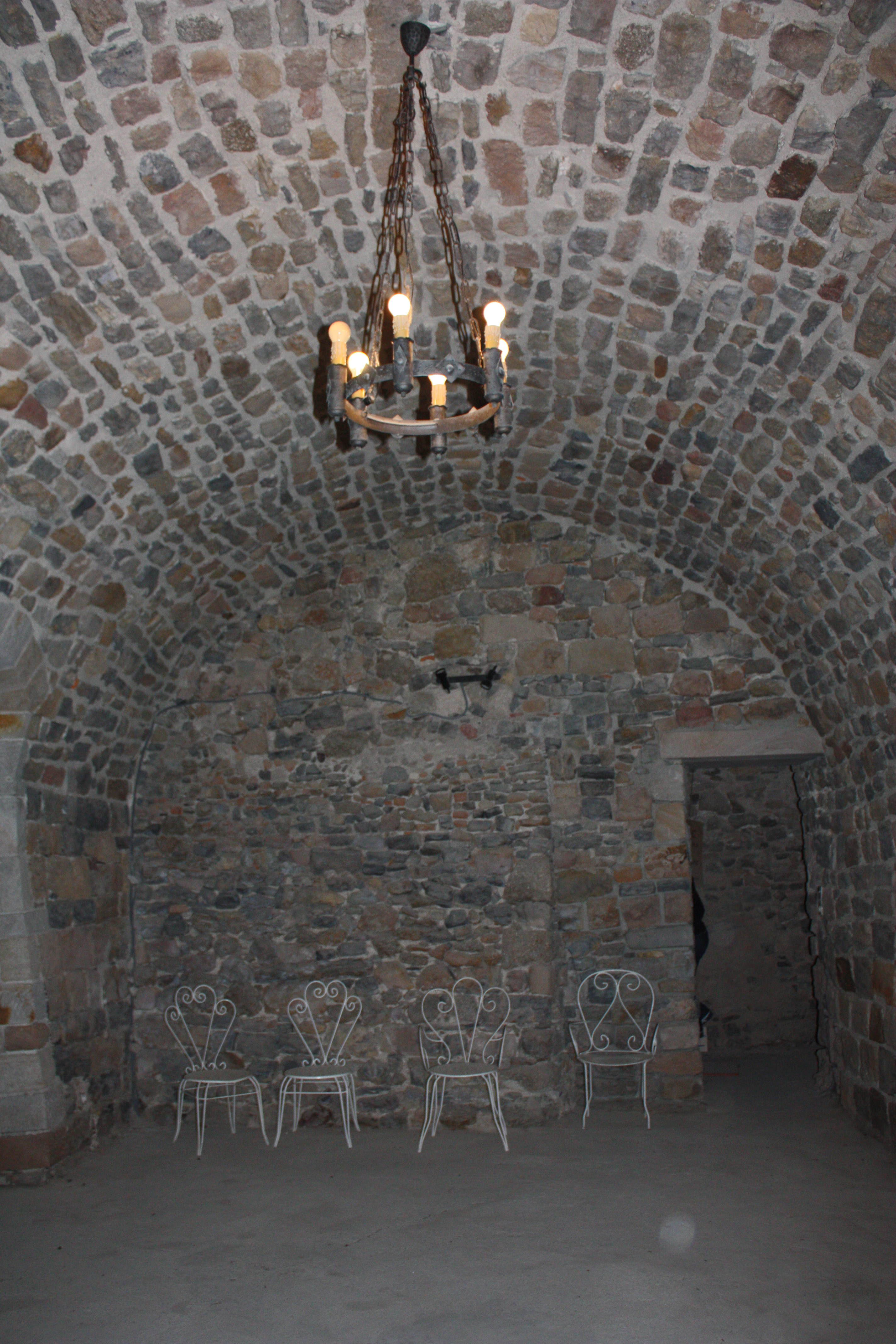
Voûte de la première salle du donjon XIe siècle.
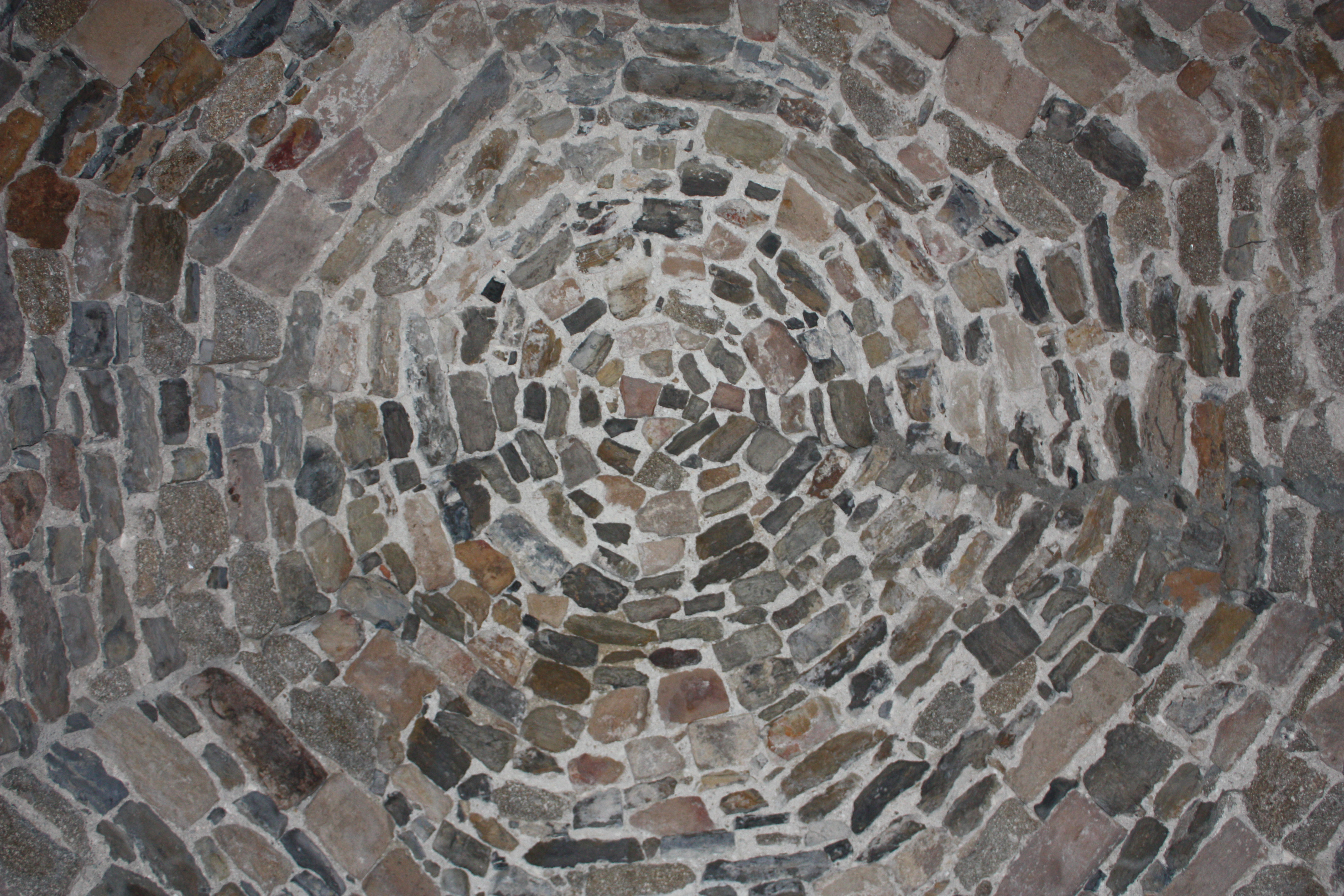
Voûte XIIe siècle.

Réhabilitations.
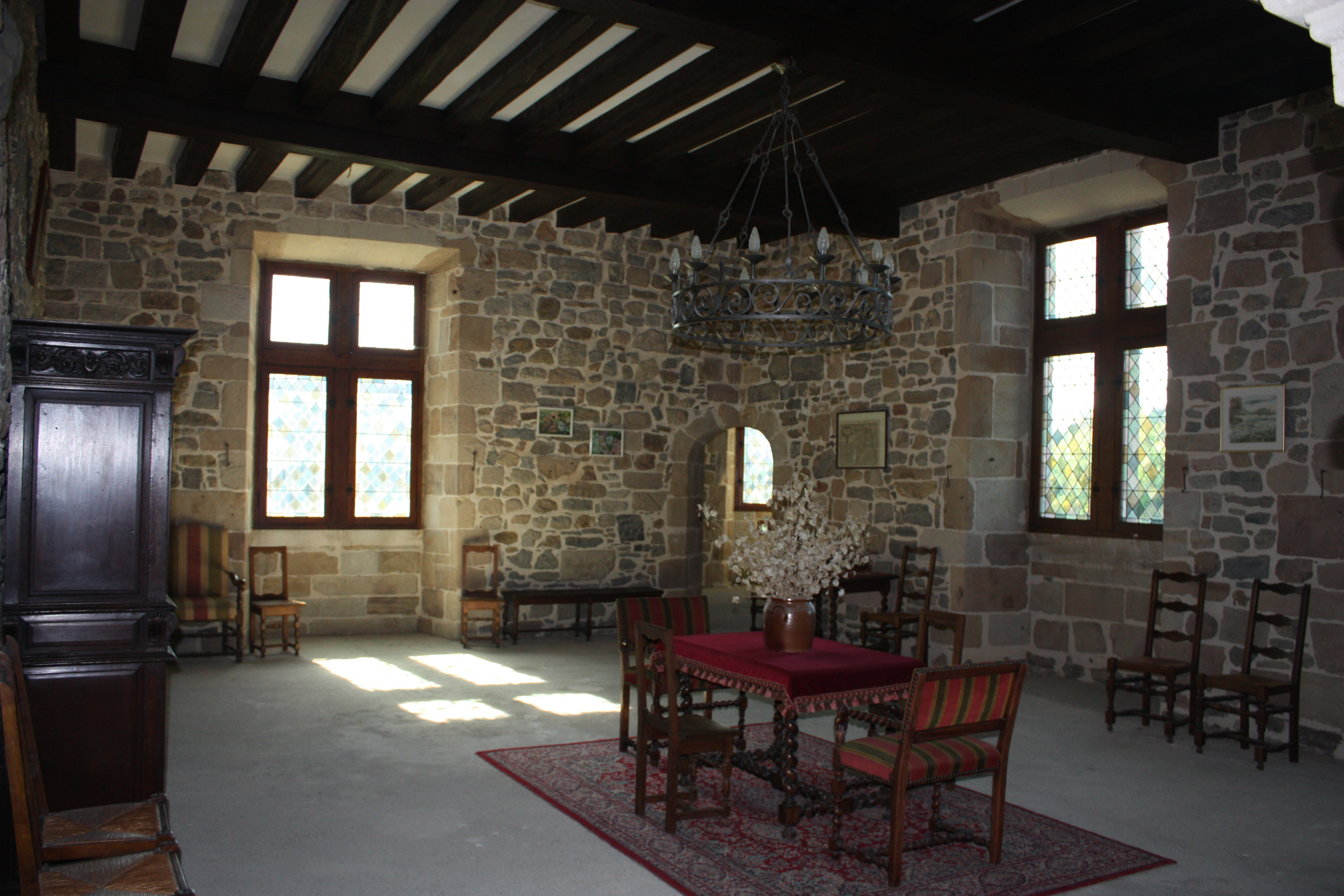
Salon.
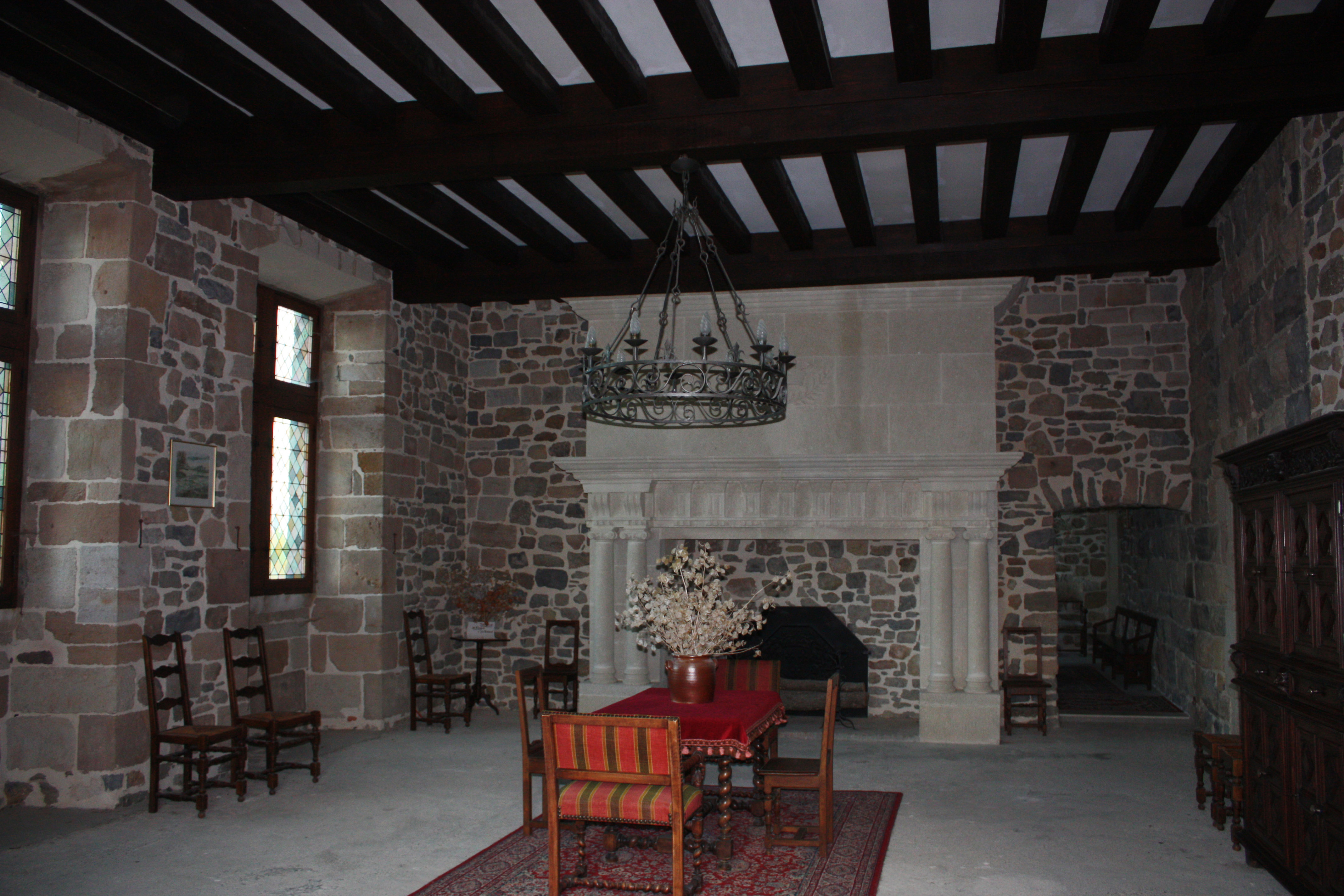
Cheminée du salon.
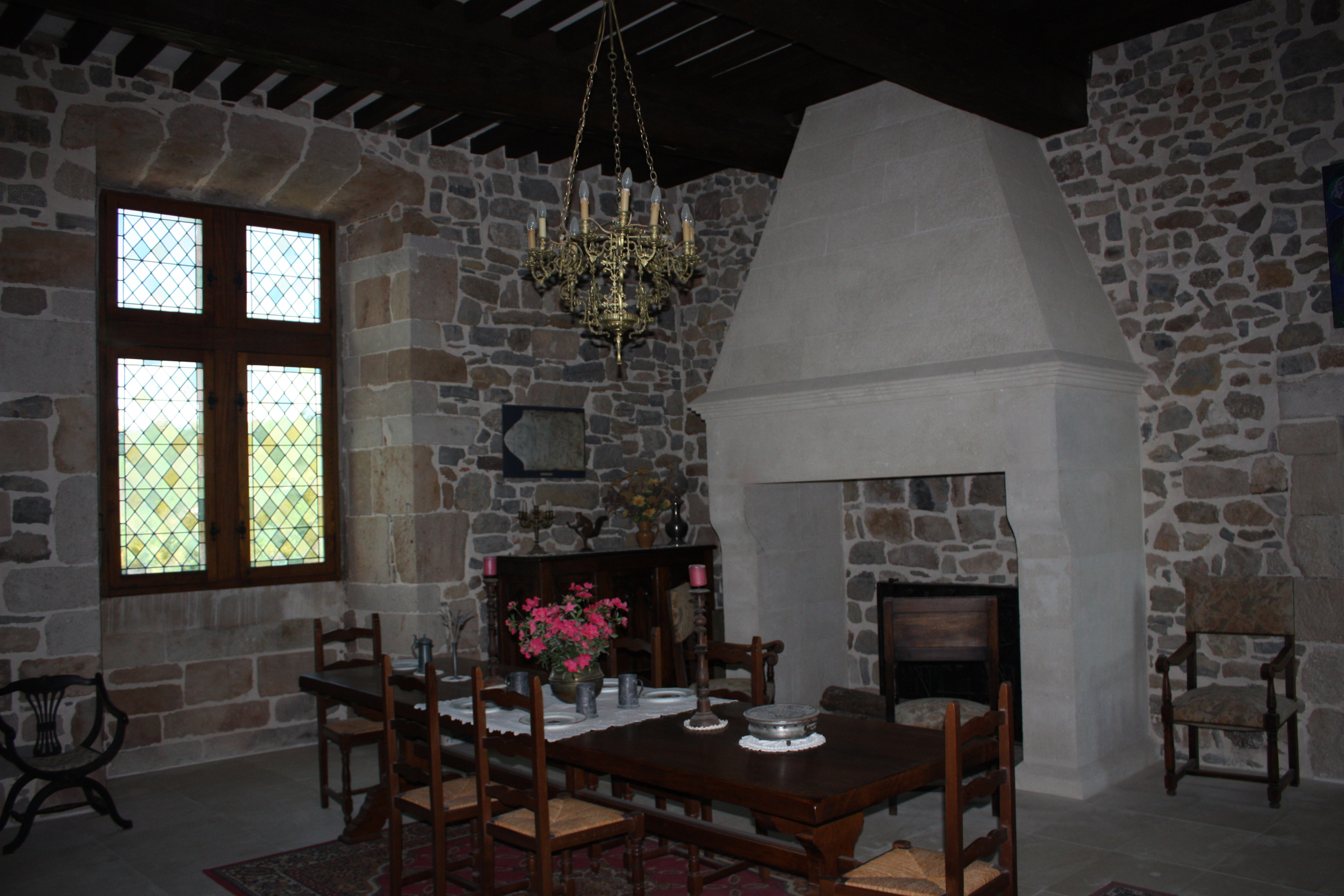
La salle à manger.
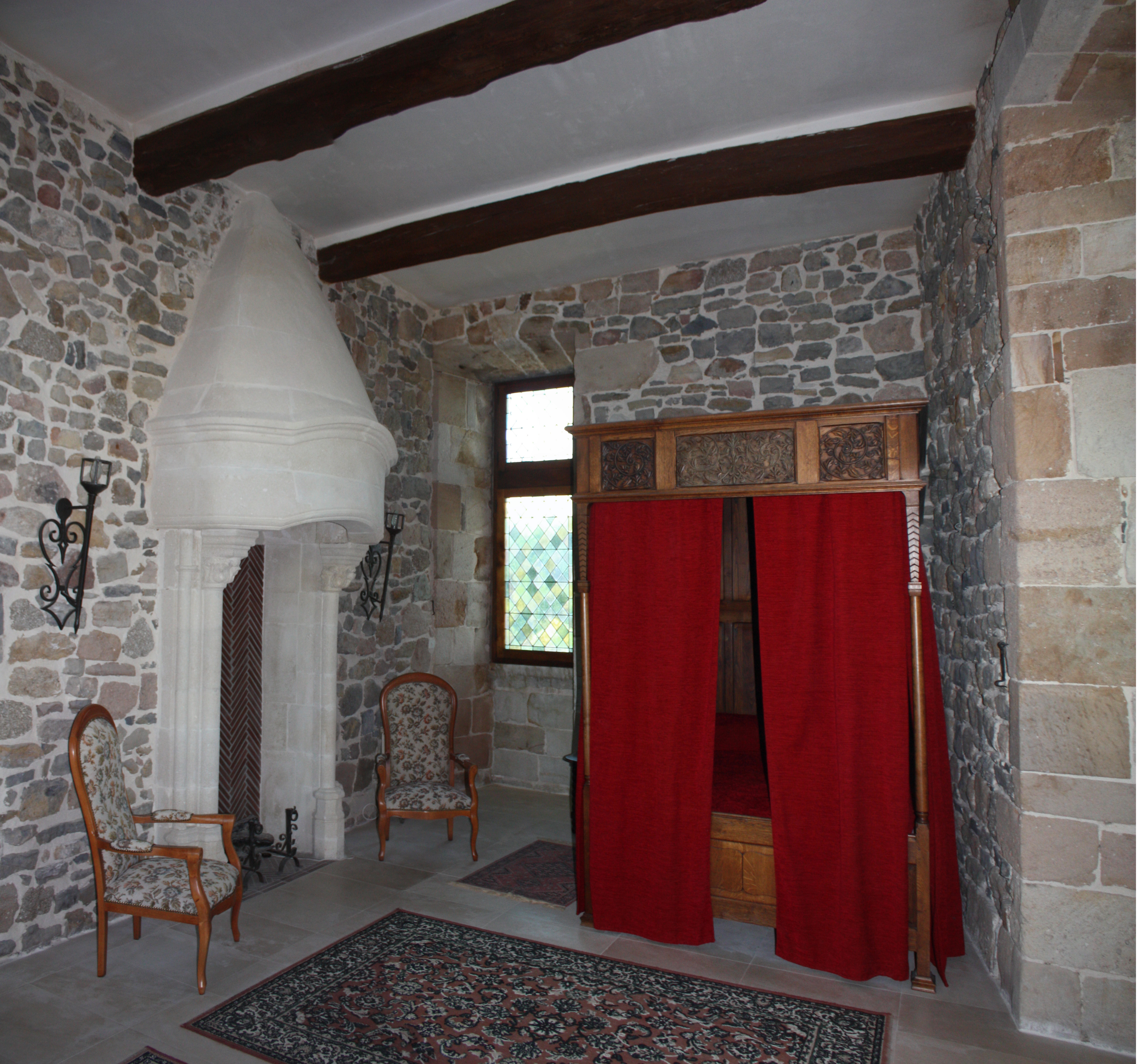
Chambre à coucher.
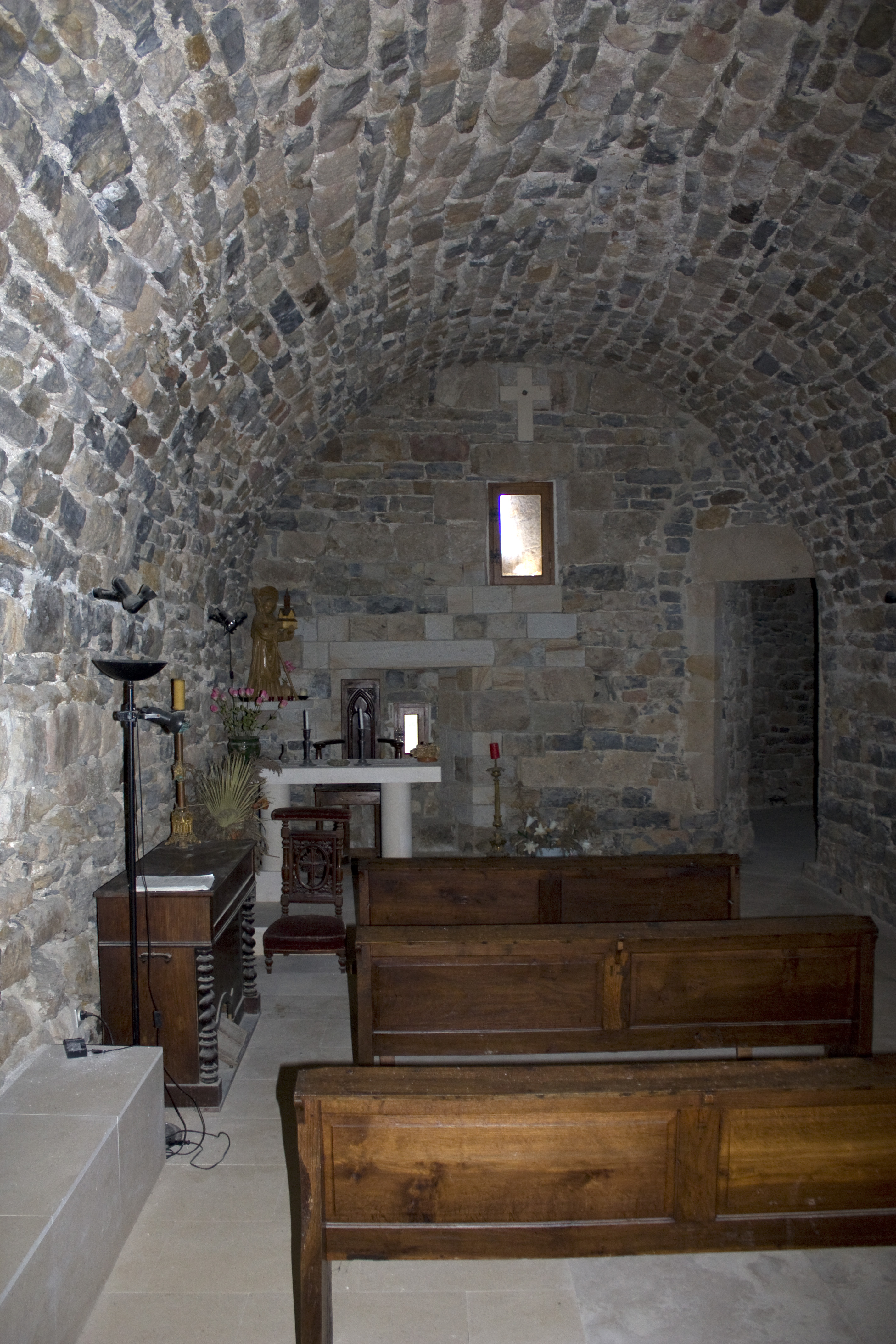
La chapelle.
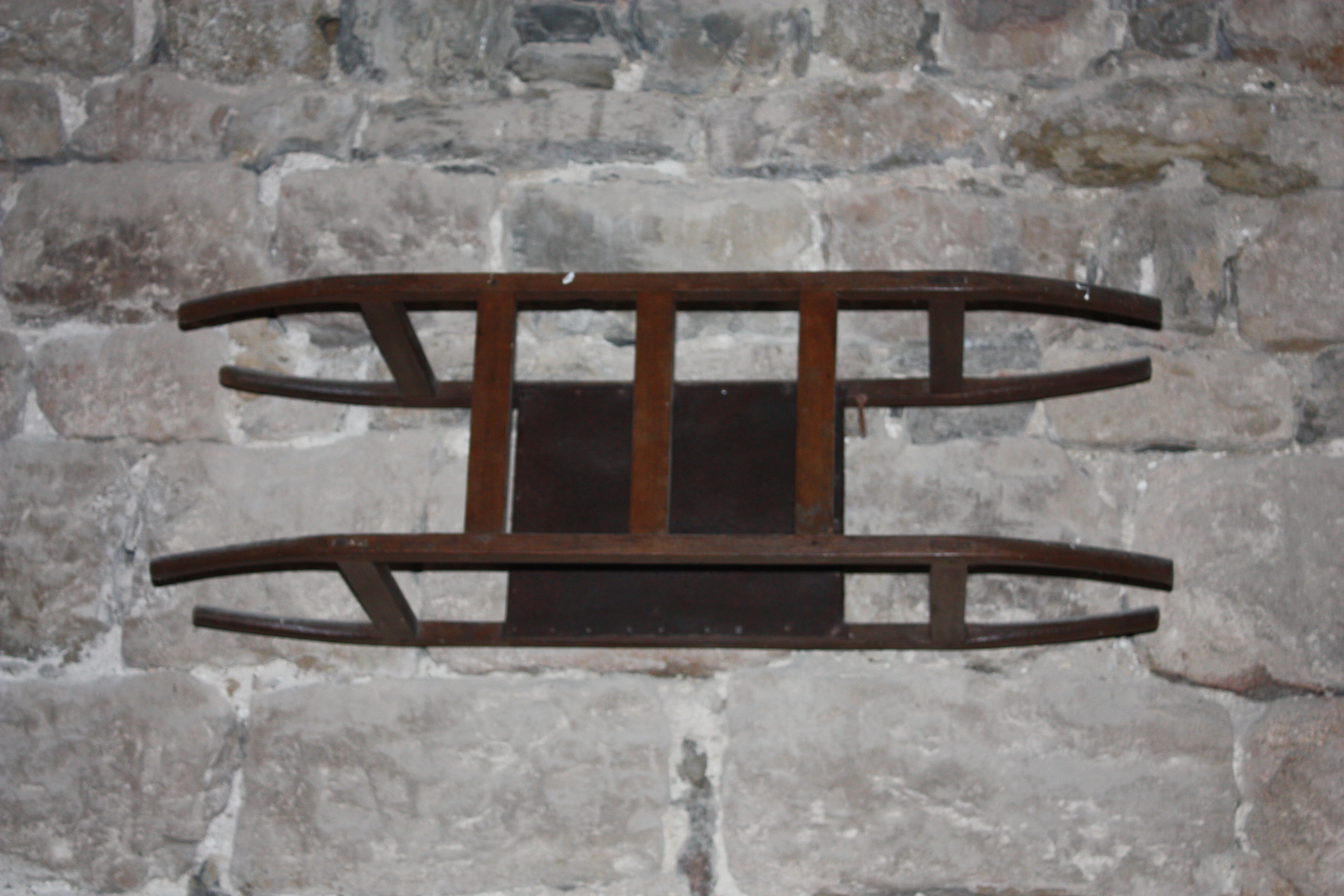
Un moine, pour chauffer le lit.
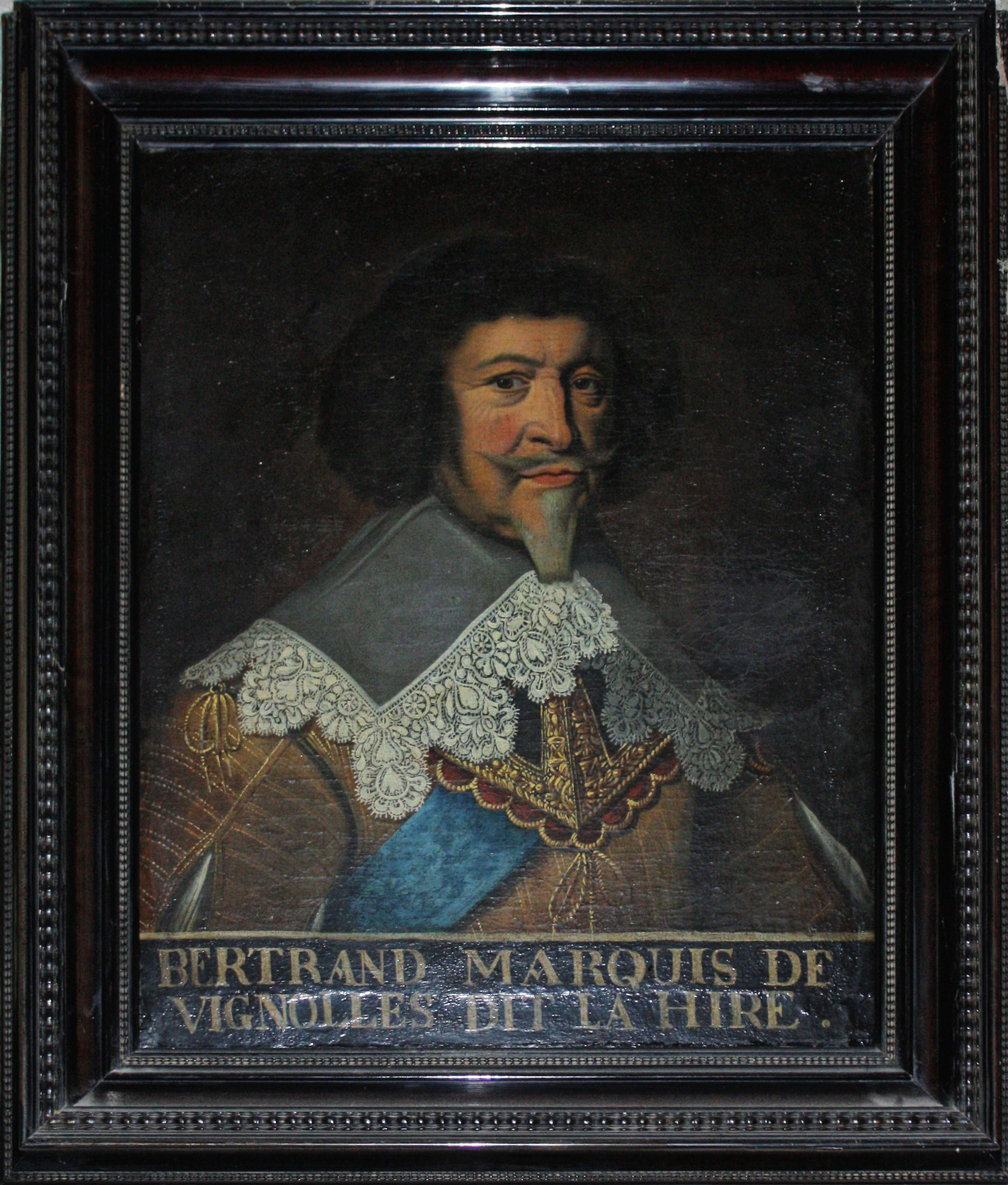
Bertrand De Vignolles dit La Hire.